# Ballylesson

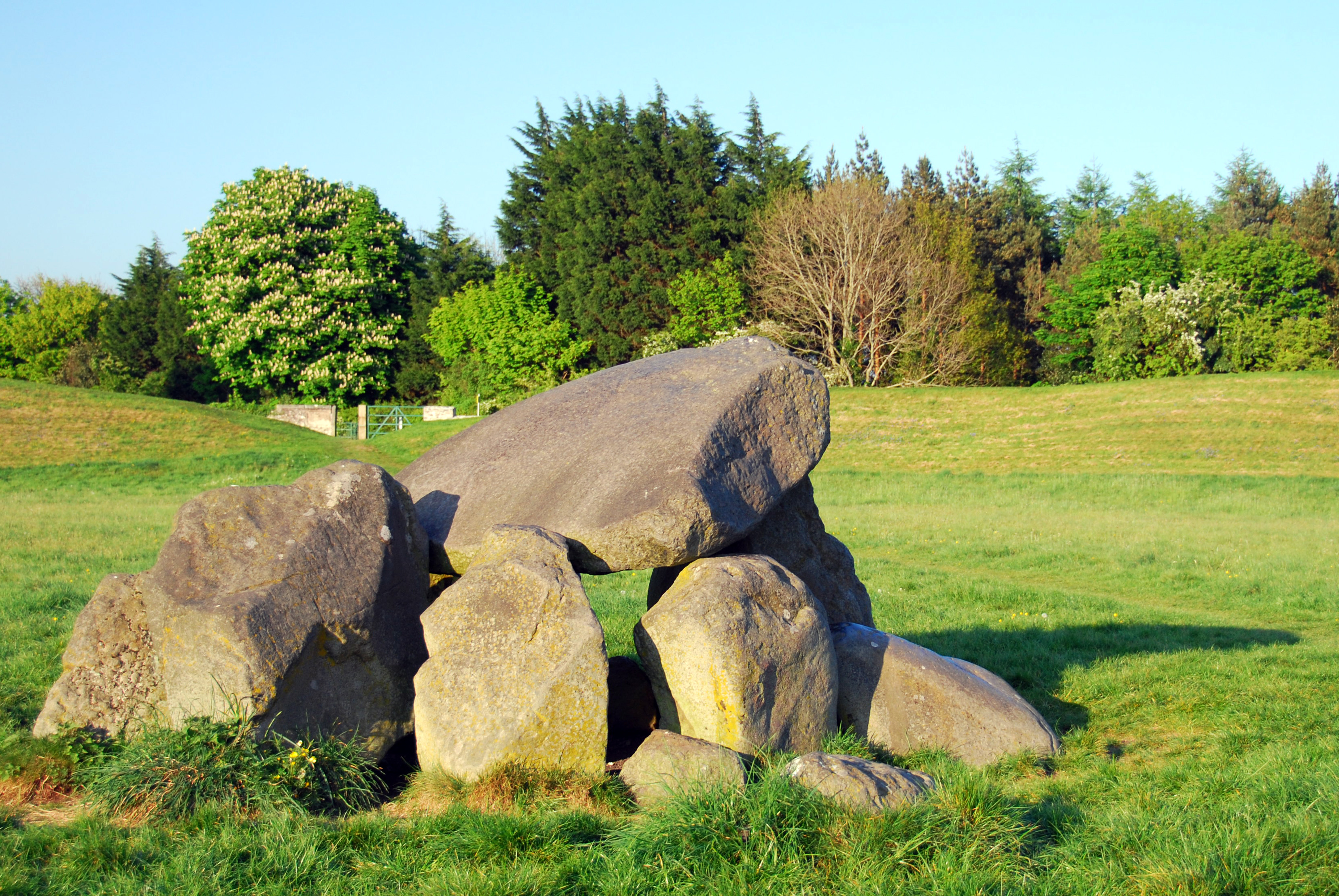
O Anel do Gigante.

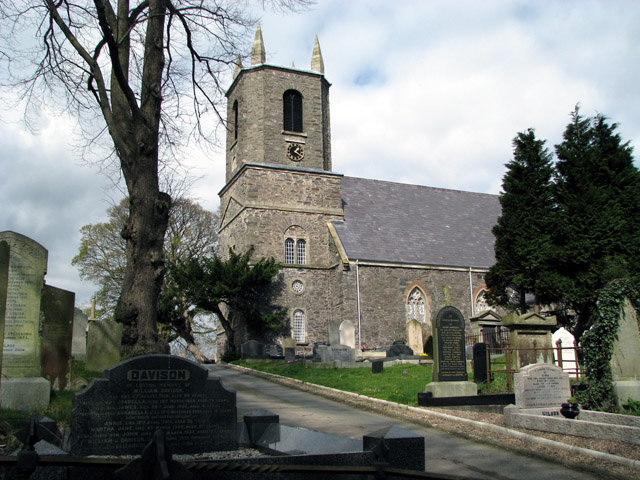
A Igreja de Ballylesson.

Ballylesson (em irlandês:  Baile na Leasán) é uma vila e townland situada no Condado de Down, Irlanda do Norte. No censo relizado em 2011 no Reino Unido, a vila tinha uma população de 108 pessoas. Encontra-se também no Lagan Valley Regional Park e na área de Lisburn City Council.

## Lugares
- O Anel do Gigante, um monumento em cuidado, está entre Edenderry e Ballylesson.

## Religião
A Igreja da Santíssima Trindade de Ballylesson é uma estrutura listada como monumento; foi construída em 1788 e consagrada em 1789. Possui uma torre quadrada no extremo oeste com pináculos nos cantos da torre.